# T17 Armored Car

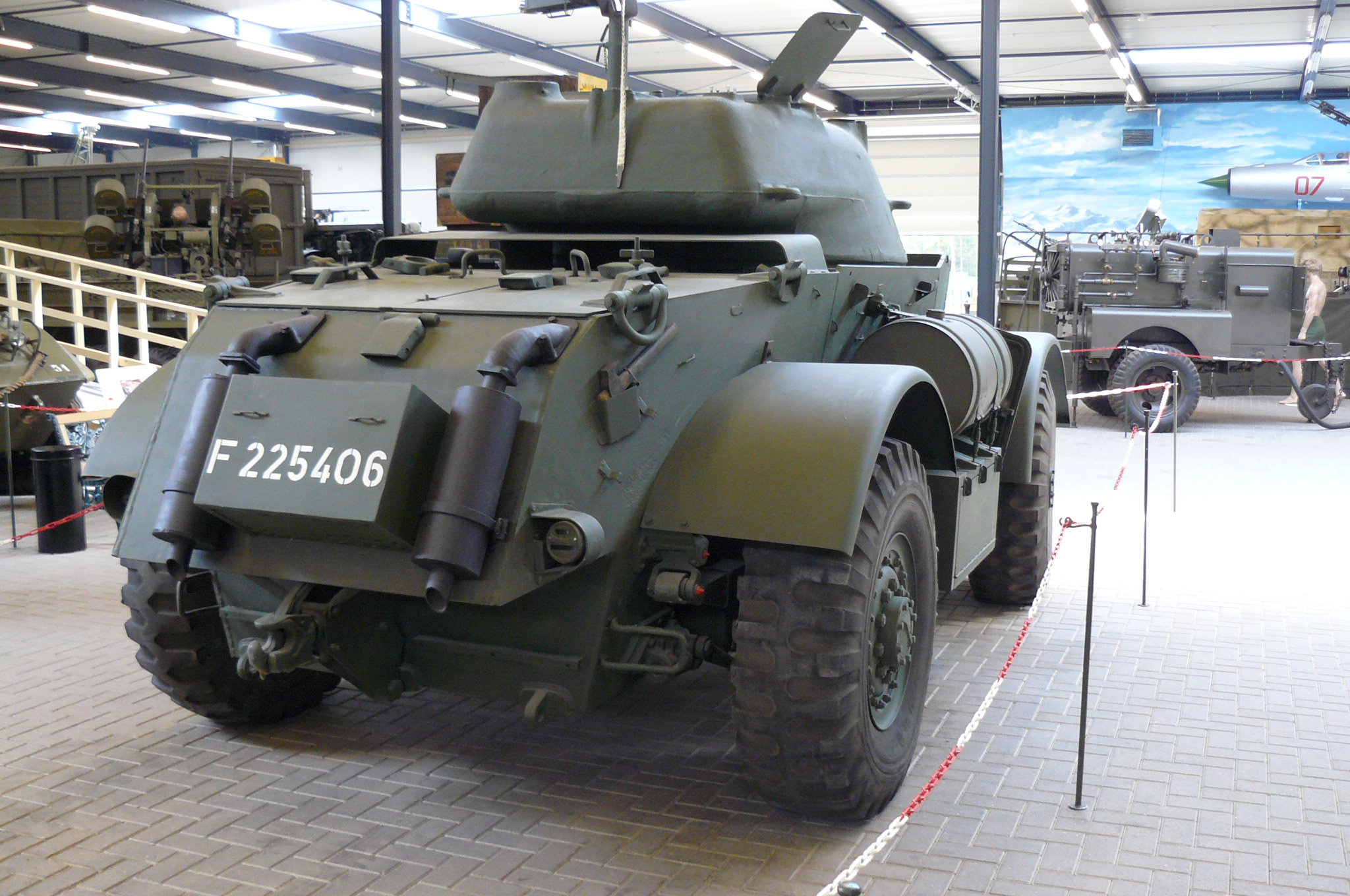
T17E1 Staghound in Oorlogsmuseum Overloon (achteraanzicht)

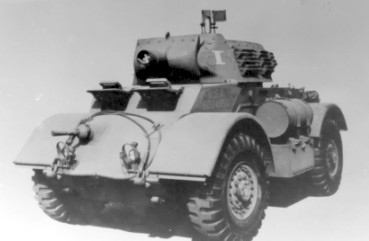
Staghound met 75 mm-houwitser

De T17 Armored Car, bijgenaamd Staghound, was een grote pantserwagen met een 37 mm-kanon en drie machinegeweren waarvan één coaxiale 7,62 mm-mitrailleur in de koepel. De wagen is in Amerika ontworpen en gebouwd. Het is echter nooit in het Amerikaanse leger in dienst geweest, wel in het Britse leger, in 1942, daar kreeg het de naam Staghound Mk I. Het voertuig is tot december 1943 in productie geweest en in totaal zijn er 2844 exemplaren van gemaakt.

## Geschiedenis

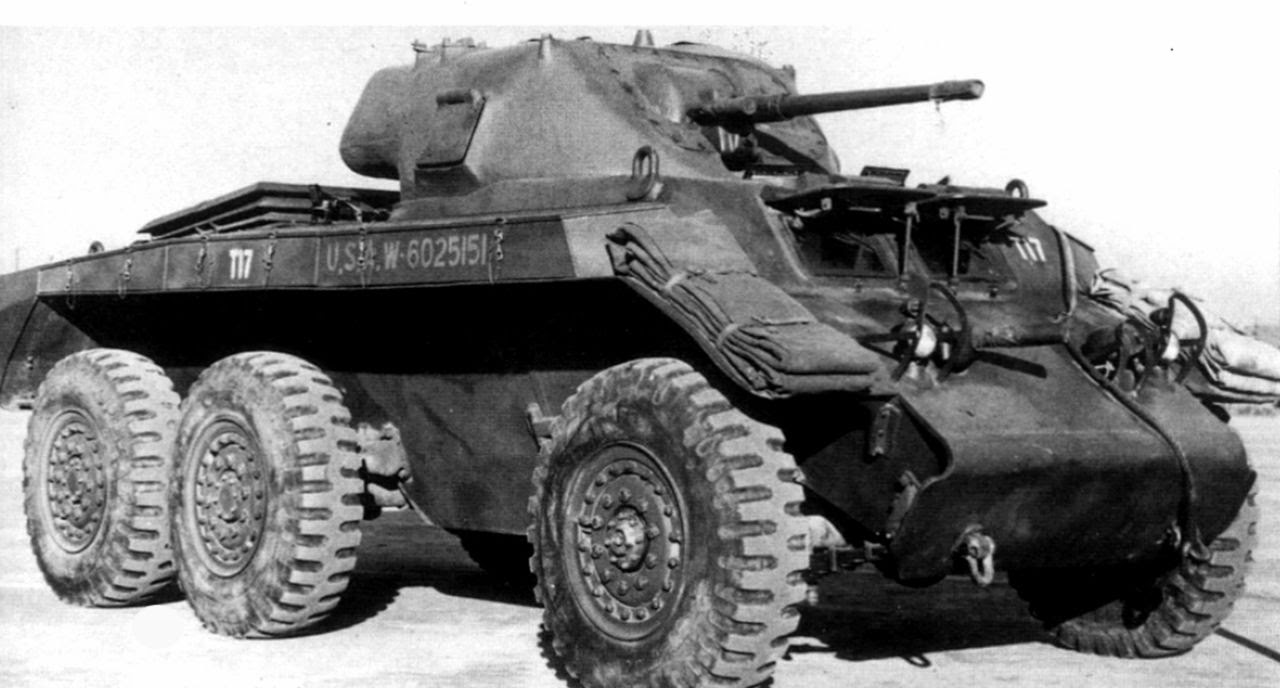
T17 Deerhound

Voor het Amerikaanse leger werden twee zware pantserwagens ontworpen, een versie met zes wielen (T17) en een met vier wielen (T17E1). Na oktober 1942 werden 250 exemplaren van de T17 geproduceerd, maar de Amerikanen gaven alsnog de voorkeur aan de lichtere M8 Greyhound en de productie werd gestopt. De T17 voertuigen werden ontwapend en ze zijn door de politie gebruikt.
De Britse tankmissie in de Verenigde Staten zag ook beide pantserwagens, maar maakte een keuze voor de T17E1. Een eerste order voor 300 voertuigen werd geplaatst. Begin 1942 begon de productie en later in het jaar kwamen de eerste exemplaren aan bij het Britse leger. Ze kregen de aanduiding Staghound Mk I. De T17 werd door de Britten Deerhound genoemd.

## Beschrijving
De Staghound had een lengte van 5,49 meter, een breedte van 2,69 meter en een hoogte van 2,36 meter. De bepantsering was maximaal 22 millimeter. Het voertuig had geen apart chassis en de ophanging zat direct vast aan de romp. De pantserwagen werd voortbewogen door een tweetal GMC 270 zescilinder 72 kW/97 pk benzinemotoren. De motoren staan naast elkaar achter in het voertuig. De Staghound had een geheel automatische hydraulische versnellingsbak. De topsnelheid bedroeg 89 km/h en de actieradius was 749 kilometer.
Er kwamen nog drie andere versies in dienst. De Mk II was uitgerust met een 75 mm-houwitser voor nabijondersteuning. De koepel werd hiervoor aangepast. De Mk III kreeg een nog zwaarder kanon met een kaliber van 75 mm in een Mk III Crusader koepel. De laatste versie was een luchtafweerversie, die twee 12,7 mm-mitrailleurs kreeg in een kleine open koepel.
De Staghound was een tijdlang in gebruik bij de Belgische Rijkswacht. Het Cavaleriemuseum in Amersfoort heeft een exemplaar in de collectie, evenals Oorlogsmuseum Overloon.